# Sredni kolibi
Sredni kolibi (bułg. Средни колиби) – wieś w Bułgarii, w obwodzie Wielkie Tyrnowo, w gminie Elena. W 2024 roku liczyła 42 mieszkańców.